# Shane Gibson (baloncestista)
Shane Gibson (Killingly, Connecticut, 5 de enero de 1990) es un baloncestista estadounidense que pertenece a la plantilla del Dijlah de Irak. Con 1,88 metros de estatura, juega en la posición de escolta.

## Trayectoria deportiva

### Universidad
Jugó cuatro temporadas con los Pioneers de la Universidad del Sagrado Corazón, en las que promedió 17,2 puntos, 3,8 rebotes y 1,7 asistencias por partido. En sus dos últimas temporada fue incluido en el mejor quinteto de la Northeast Conference.

### Profesional
Tras no ser elegido en el Draft de la NBA de 2013, jugó las Ligas de Verano de la NBA con los Sacramento Kings, aunque finalmente no firmó con el equipo de la NBA, pasando un año en blanco. En la temporada 2014-15 fichó por los Idaho Stampede de la D-League, donde acabó la misma promediando 12,5 puntos y 2,7 rebotes por partido.
En 2015 fichó por el Basket Recanati de la Legadue Gold italiana, pero únicamente llegó a disputar tres partidos, regresando al continente americano para firmar con los Halifax Hurricanes canadienses. Allí jugó una temporada en la que promedió 16,5 puntos y 3,5 rebotes por partido, ganando la liga tras derrotar a los London Lightning en la final.
En 2016 firmó con el BC Beroe búlgaro, equipo con el que ganaría la Liga de los Balcanes, y donde promedió 15,1 puntos y 3,7 rebotes, siendo elegido MVP de la competición. En agosto de 2017 fichó por el AEK Larnaca B.C. chipriota, donde aportó 17,6 puntos y 4,0 rebotes por encuentro para la consecución de la liga y la copa de aquel país.
En septiembre de 2018 firmó con el Telekom Baskets Bonn de la Basketball Bundesliga alemana.